# Kakod
Kakod of Kakore is een nagar panchayat (plaats) in het district Gautam Buddha Nagar van de Indiase staat Uttar Pradesh.

## Demografie
Volgens de Indiase volkstelling van 2001 wonen er 7.119 mensen in Kakod, waarvan 53% mannelijk en 47% vrouwelijk is. De plaats heeft een alfabetiseringsgraad van 43%.